# إيفان يفيموفيتش بيتروف
جنرال الجيش إيفان يفيموفيتش بيتروف (بالروسية: Ива́н Ефи́мович Петро́в) وُلد في تروبتشيفسك ببريانسك أوبلاست بالإمبراطورية الروسية بتاريخ 30 سبتمبر 1896 (بحسب التقويم الجديد أو 18 سبتمبر 1896 بحسب التقويم القديم)، وتوفي بموسكو في 7 إبريل 1958، وهو أحد القادة العسكريين بالجيش الأحمر الحاصلين على لقب بطل الاتحاد السوفيتي وحصل عليه في 29 مايو 1945.